# ニーノ・シェンブリ
ニーノ・"エルビス"・シェンブリ（Nino "Elvis" Schembri、1974年6月1日 - ）は、ブラジルの男性柔術家、総合格闘家。リオデジャネイロ州出身。アメリカ合衆国カリフォルニア州レドンドビーチ在住。シェンブリBJJアカデミー主宰。
エルヴィス・プレスリーを敬愛しており、容姿を彼に似せていることから、「エルビス」というニックネームが付いた。
背中には大きく「SCHEMBRI」と刺青を入れている。

## 来歴
カーロス・グレイシーJrからブラジリアン柔術を学び、黒帯を授与された。
1997年、世界柔術選手権（ムンジアル）黒帯メジオ級に出場。決勝でサウロ・ヒベイロに敗れ、準優勝となった。
1998年、ムンジアル黒帯メイオペサード級に出場。決勝でハファエル・コヘアに敗れ、準優勝となった。
1999年、パンアメリカン柔術選手権でメイオペサード級とアブソリュート級の両階級で優勝した。
2000年、ムンジアル黒帯メジオ級に出場。決勝でフェルナンド・テレレに敗れ、準優勝となった。
2001年4月、アブダビコンバット88kg未満級で郷野聡寛、アレクサンダー・サフコ、イーゲン井上らを下し3位となり、MTP（モスト・テクニカル・プレイヤー）を受賞した。
2001年5月27日、PRIDE初参戦となったPRIDE.14でジョイユ・デ・オリベイラと対戦し、腕ひしぎ十字固めで一本勝ち。
2003年3月16日、PRIDE.25で桜庭和志と対戦。シェンブリの頭が桜庭の顎に偶然バッティングが入ったところを膝蹴りの連打でTKO勝ち。
2004年6月20日、PRIDE GRANDPRIX 2004 2nd ROUNDのワンマッチで桜庭和志と再戦。判定負けしたものの打撃の成長ぶりを見せた。
2005年5月22日、PRIDE 武士道 -其の七-で長南亮と対戦。長南の打撃を凌ぎきれず判定負け。
2005年12月3日、Cage Rage初参戦となったCage Rage 13でマット・リンドランドと対戦し、TKO負け。
2006年7月、ムンジアル黒帯メジオ級に6年ぶりに出場。準決勝でアンドレ・ガウヴァオンに敗れ、3位となった。

## 戦績
| 総合格闘技 戦績 | 総合格闘技 戦績 | 総合格闘技 戦績 | 総合格闘技 戦績 | 総合格闘技 戦績 | 総合格闘技 戦績 | 総合格闘技 戦績 |
| --------------- | --------------- | --------------- | --------------- | --------------- | --------------- | --------------- |
| 10 試合         | (T)KO           | 一本            | 判定            | その他          | 引き分け        | 無効試合        |
| 5 勝            | 1               | 3               | 1               | 0               | 0               | 0               |
| 5 敗            | 2               | 0               | 3               | 0               | 0               | 0               |

| 勝敗 | 対戦相手                       | 試合結果                       | 大会名                         | 開催年月日    |
| ×    | マウロ・シメント・ジュニオール | 1R 0:30 TKO（パンチ連打）      | Fury FC 7: Final Combat        | 2008年12月5日 |
| ○    | ダニエル・グランメゾン         | 1R 2:37 腕ひしぎ十字固め       | HCF: Crow's Nest               | 2008年3月29日 |
| ○    | アミール                       | 1R 0:57 腕ひしぎ三角固め       | MMAC: The Revolution           | 2007年5月12日 |
| ×    | マット・リンドランド           | 3R 3:33 TKO（パンチ連打）      | Cage Rage 14: Punishment       | 2005年12月3日 |
| ×    | 長南亮                         | 2R（10分/5分）終了 判定0-3     | PRIDE 武士道 -其の七-          | 2005年5月22日 |
| ×    | 桜庭和志                       | 3R（10分/5分/5分）終了 判定0-3 | PRIDE GRANDPRIX 2004 2nd ROUND | 2004年6月20日 |
| ×    | 浜中和宏                       | 3R（10分/5分/5分）終了 判定0-3 | PRIDE.26 REBORN                | 2003年6月8日  |
| ○    | 桜庭和志                       | 1R 6:07 TKO（膝蹴り）          | PRIDE.25                       | 2003年3月16日 |
| ○    | 高瀬大樹                       | 5分2R終了 判定2-1              | THE BEST Vol.2                 | 2002年7月20日 |
| ○    | ジョイユ・デ・オリベイラ       | 1R 7:17 腕ひしぎ十字固め       | PRIDE.14                       | 2001年5月27日 |

## 獲得タイトル
- 世界柔術選手権 黒帯メジオ級 準優勝（1997年）
- 世界柔術選手権 黒帯メイオペサード級 準優勝（1998年）
- パンアメリカン柔術選手権 黒帯メイオペサード級&アブソルート級 優勝（1999年）
- 世界柔術選手権 黒帯メジオ級 準優勝（2000年）
- 第4回アブダビコンバット88kg未満級 3位（2001年）
- 世界柔術選手権 黒帯メジオ級 3位（2006年）